# Robert Walthour Jr.
Robert Walthour Junior, född 27 september 1902 i Atlanta, död 29 februari 1980 i Orange County, Kalifornien, var en amerikansk professionell tävlingscyklist. Han var son till Robert Walthour.
Walthour tillhörde den professionella världseliten på 1920-talet och vann bland annat New Yorks sexdagarslopp 1925.